# André Strappe
André Strappe (* 23. Februar 1928 in Bully-les-Mines, Pas-de-Calais; † 9. Februar 2006) war ein französischer Fußballspieler und -trainer.

## Der Spieler

### Die Vereinskarriere
André Strappe vollzog seine frühe sportliche Entwicklung bei seinem Heimatverein ES Bully, aus dem auch eine Reihe anderer Nationalspieler wie François Bourbotte, Jules Bigot und René Dereuddre hervorgegangen sind. 1948 unterschrieb der junge Mittelstürmer bei Lille OSC, und er stürmte gleich in seiner ersten Saison als Berufsfußballer an der Seite des Torjägers Jean Baratte. Keine zwölf Monate später hatte Strappe sich bereits einen eigenen Namen gemacht: mit 20 Treffern in der Division 1 und etlichen weiteren im Landespokal (darunter eins im allerdings deutlich verlorenen Endspiel) zeigte er, dass er sich auch vor „großen Namen“ nicht zu verstecken brauchte. Noch 1949 wurde er zudem erstmals in die Équipe tricolore berufen.
Lille besaß damals eine der stärksten Angriffsformationen Frankreichs, in der André Strappe ab 1950 neben Jean Vincent und ab 1953 mit Yvon Douis stürmte. Strappe war trotz seiner hohen Trefferquote weniger der Brecher im Angriffszentrum, sondern mehr der Typ des spielenden Mittelstürmers, wobei ihm auch seine technischen Fertigkeiten zugutekamen. Nach drei Vizemeisterschaften in der höchsten Liga gewann er 1953 seinen ersten Titel im Pokal, wobei der Torjäger allerdings im Endspiel ebenso leer ausging wie in seinen beiden späteren, siegreichen Pokalfinals (1955 und 1959). 1954 kam seine einzige französische Meisterschaft hinzu.
Danach allerdings folgte eine schwache Phase für Klub und Spieler, die 1956 mit dem Abstieg in die zweite Liga endete. Nach dem prompten Wiederaufstieg in die Division 1 blieb André Strappe Lille noch ein Jahr treu, bevor er 1958 zum Zweitligisten Le Havre AC wechselte, dem er in seinem ersten Jahr gleich zum Aufstieg und zum sensationellen Pokalsieg verhalf: nach einem 2:2 n. V. gelang dem Doyen des französischen Fußballs im Wiederholungsspiel ein glattes 3:0 über den FC Sochaux – auch wenn Strappe erneut kein Tor gelang. Von 1959 bis 1961 stürmte er bei Le Havre übrigens wieder neben seinem ehemaligen Liller Mitspieler Yvon Douis. Ab 1961 spielte er für zwei Jahre erneut in der Division 2, jetzt beim FC Nantes, und auch diesem verhalf er zum Aufstieg ins fußballerische Oberhaus. 1963/64 hängte Strappe noch ein Jahr beim Drittligisten SEC Bastia an, verhalf auch diesem Verein zum Aufstieg und wechselte anschließend in das Trainermetier.

#### Spielerstationen
- Étoile Sportive de Bully (bis 1948)
- Lille Olympique SC (1948–1958, davon 1956/57 in D2)
- Le Havre AC (1958–1961, davon 1958/59 in D2)
- FC Nantes (1961–1963, in D2)
- Sporting Étoile Club Bastia (1963/64, in D3)

### Der Nationalspieler
Schon 1948 hatte André Strappe zur französischen Olympiamannschaft gehört. Zwischen Oktober 1949 und Juni 1954 bestritt er 23 A-Länderspiele für die Équipe tricolore, dabei allerdings nur vier Treffer erzielt.
Bei der Weltmeisterschaft 1954 in der Schweiz gehörte er zum französischen Aufgebot und bestritt beide französischen Begegnungen. Nach dem enttäuschenden Aus schon nach der Vorrunde beendete der Vollblutstürmer seine internationale Laufbahn bereits mit 26 Jahren.

## Der Trainer
Als Trainer war André Strappe nicht so erfolgreich wie als Spieler. Er arbeitete zunächst für seinen letzten Verein aus Bastia neben der Seitenlinie, trainierte später u. a. LB Châteauroux (1970/71) und le HAC, konnte mit seinen Mannschaften aber keine Titel gewinnen.

## Leben nach der aktiven Zeit
In Le Havre betrieb er ein Bar-Tabac und einen Sportartikelladen, nahm zudem eine Stellung in der dortigen Hafenverwaltung an, die er bis zum Erreichen der Altersgrenze ausübte.

Kurz vor seinem 78. Geburtstag ist André Strappe 2006 verstorben.

## Palmarès als Spieler
- Französischer Meister: 1954 (und Vizemeister 1949, 1950, 1951)
- Französischer Pokalsieger: 1953, 1955 (mit Lille), 1959 (mit Le Havre)
- Coupe Latine: Finalist 1951
- 23 A-Länderspiele, 4 Tore; 1948 Olympia- und 1954 Weltmeisterschaftsteilnehmer
- 341 Einsätze und 116 Tore in der Division 1, davon 275/101 für Lille, 66/15 für Le Havre